# Mangifera gracilipes
Mangifera gracilipes är en sumakväxtart som beskrevs av Joseph Dalton Hooker. Mangifera gracilipes ingår i släktet Mangifera och familjen sumakväxter. Inga underarter finns listade i Catalogue of Life.